# 3-Metilciclo-hexanol
O 3-metilciclohexanol é um composto orgânico de fórmula molecular C7H14O.
Tem aparência incolor e viscosa e causa leves irritações ao entrar em contato com a pele e os olhos. Em concentrações elevadas, o vapor pode causar grave irritação aos olhos e ao sistema respiratório.
Existem dois isômeros do 3-metilciclohexanol, denominados cis- e trans-. Na forma cis-3-metilciclohexanol o grupo hidroxila e o grupo metila estão ligados ao mesmo lado do anel aromático e na forma trans-3-metilciclohexanol estão ligados em lados diferentes. 